# 高見沢杏奈
高見沢 杏奈（たかみざわ あんな、1971年3月20日 - ）は、日本の元・AV女優。
出身地は、プロフィールにより北海道・埼玉県・新潟県と異なっている。「高見沢 アンナ」の表記もある。

## 経歴・人物
OLから1990年にグラビアデビューし、1991年4月『愛欲人形』でAVデビュー。
小泉今日子に雰囲気が似ており、小泉の曲名をもじった『なん立ってアイドル』（宇宙企画）という出演作もあった。AVアイドルとして人気を博し、テレビの深夜番組でも活躍した。小泉今日子が出演していたドラマ『あなただけ見えない』（フジテレビ）にもベッドに貼り付けられる偽小泉役として一瞬出演している。1994年の樹まり子主演のミュージカルを最後に、AVを含む芸能活動から引退。
その後はOLをしていたが、1997年にAV時代の写真が風俗店の電飾看板に使用されていたことが勤務先で話題になり、辞職。これが伏線となり、1998年に6年にわたってツーショットダイヤルなどの雑誌広告に無許可で写真を利用していた業者に、総額4,440万円の支払いを求める内容証明を送付した。一連の経緯を報じた写真誌「フライデー」（1998年3月6日号）では、裁判に打って出る構えを見せていたが、同年の週刊誌「SPA!」（1998年6月24日号）では、肖像権をめぐる裁判の困難さに嫌気が差したとして、別の解決策を探ることを示唆。その後、どのような結末になったかははっきりしていない。
異なるプロフィールがいくつかある。
- FANZAプロフィールでは、生年月日:1971年3月29日、血液型:A型、B:87・W:58・H:85としている[1]。
- 「淫欲遊戯」のケース裏面のプロフィールには、血液型:O型、B:87・W:60・H:85としている[2]。

特技:水泳。

## 出演作品

### アダルトビデオ
1991年
- 愛欲人形（4月28日、宇宙企画）
- ビデオSEXY倶楽部 VOL.45 高見沢杏奈・林かづき 他（4月28日、宇宙企画）…オムニバス作品
- ピンクの花園（6月23日、宇宙企画）
- 原色VIDEO図鑑 高級制服倶楽部 2 桂木美雪・高見沢杏奈 他（6月23日、宇宙企画）…オムニバス作品
- スコラ 8mm ビデオマガジン 第14号（6月、円谷プロ）※8mmフィルム ※イメージビデオ
- スコラビデオマガジン ビバ!スイートエンジェルス 5 高見沢杏奈・早瀬理沙・森川いづみ 他（6月、スコラ）
- スーパーランジェリー 15（8月10日、英知出版）…オムニバス作品
- なん立ってアイドル（9月95日、宇宙企画）
- 淫欲遊戯（10月5日、Sexy Queen）
- ベスト・セレクション 6（宇宙企画）全5名

1992年
- 天使の恍惚 立野しのぶ・高見沢杏奈（2月24日、メディアックス）
- 杏奈カラダ張ってます 1 凌辱篇（3月11日、エイトマン）…共演：叶順子
- 杏奈カラダ張ってます 2 悶絶篇（3月16日、エイトマン）全3名
- ボディコンOH！ OH！ 1（3月24日、大陸書房）全8名
- ランジェリー･コレクション 6 高見沢杏奈・北原志穂 他（4月10日、英知出版）
- ネーちゃんのぶっとい乳房 Part.2 (6月18日、K.K.タイリク TFO-36) 全8名
- イノセント・ウーマン（7月2日、アドテックス）
- ハードに火をつけて（7月10日、芳友舎）
- 秘密のささやき（7月12日、美少女倶楽部）※イメージビデオ
- AV痴恵蔵 108人のマドンナたち 2（7月18日、K.K.タイリク）全36名
- 熟れっ娘のみだらな冒険（9月30日、エイトマン）…共演：一色薫

1993年
- カップリング・アイドル+1 高見沢杏奈・松本まりな・岡本ケイ（ディレクターズ・システム）全3名
- セクシーショック 高見沢杏奈・麗華 林由美香（ディレクターズ・システム）全3名

1996年以降
- 伝説裸天使アイドル15年史 プルルン編（1996年7月23日、芳友舎）全16名
- AV15年史 DVD完全版（2003年3月10日、ビデオバンク）全92名

発売年不明
- Wai Wai くらぶ 創刊9号 高見沢杏奈・五月純・白井雪乃 他（リイド社）VHS
- 現実へ還れない（JULIANA JN-008）VHS

### 成人映画
- ザ・拷問ONANIE（1991年12月27日、エクセスフィルム）監督:珠瑠美 …主演:高見沢杏奈 ※改題:拷問木馬責め（96年に改題しリバイバル公開）[3]

### オリジナルビデオ
- リバーシブル 恐怖編（1991年12月25日、バップ）監督:田中知己[4]
- 永井豪のホラー劇場 マネキン（1992年4月24日、タキコーポレーション）監督:伊藤秀裕  …主演:秋乃桜子 [5]
- もうぎりぎり（1992年5月29日、ココナッツボーイ・プロジェクト）監督:大工原正樹　…主演:北岡夢子[6]
- コスチューム・グルメ Tバックの花嫁（1993年1月22日、Vムーヴィ）監督:今関あきよし …主演:飯島愛 ※別題:Ｔバックの花嫁[7]
- さのばびっち 第壱巻 プルプル篇（1993年2月26日、Vムーヴィ）監督:高橋雅也、加藤雅之 …主演:飯島愛[8]
- さのばびっち 第弐巻 クチュクチュ篇（1993年2月26日、Vムーヴィ）監督:高橋雅也、加藤雅之 …主演:飯島愛[8]
- あぶない修道院（1993年4月23日、ココナッツボーイ・プロジェクト）監督:光石富士朗 …主演:朝岡実嶺[9]

### テレビドラマ
- 世にも奇妙な物語 秋の特別編『絶対イヤ!』（1990年10月4日、フジテレビ）
- あなただけ見えない 第11話「そして誰もいなくなった」（1992年3月23日、フジテレビ）
- 現代不健康講座 鼻の下べろーん（1992年8月13日、日本テレビ）
- ずっとあなたが好きだった 第8話「性生活の不一致」（1992年8月21日、TBS・金曜ドラマ）
- 放課後 第4話「何よりも大切な事」・第5話「きっとまた会える」（1992年11月5日・11月12日、フジテレビ・ボクたちのドラマシリーズ）
- セクシーダイナマイト探偵団 1（1992年、名古屋テレビ）…共演：あいだもも、西野悦子
- 混浴露天風呂シリーズ 12 「誘拐された美人社長の謎 温泉ギャルみちのく秘湯大追跡！瀬波〜胎内〜白布〜新高湯〜五色〜滑川温泉」（1993年7月17日、テレビ朝日系・土曜ワイド劇場）主演:古谷一行 - 温泉ギャルズ 役

### ゲスト出演等
- 岸谷五朗の東京RADIO CLUB（1991年、TBSラジオ）- 共演：牧本千幸
- 姫TV（1991年、テレビ朝日）- ゲスト
- ギルガメッシュないと（1992年5月30日、テレビ東京）[10]

## 出版

### 写真集
- SWEET LINGERIE 2（1991年11月20日発行、英知出版）全12名
- VIDEO IDOL COLLECTION 30通のラブレター 91年を彩ったアイドル30人（1991年12月10日発行、英知出版）全30名
- 見つめて（1992年4月20日発行、大陸書房）- 撮影:斉木弘吉
- 小沢忠恭写真集 Feel vol.1 風写真帳WORLD 河合美果・高見沢杏奈・あいだもも・仁科ひとみ ほか 全13名（1992年5月15日、英知出版）- 撮影:小沢忠恭 ISBN 9784754213244
- パンドラの箱（1992年7月25日発行、ドリームワークス出版）- 撮影:斉木弘吉 ISBN 9784847022784
- VAGUE（1992年8月1日発行、英知出版）- 撮影:小沢忠恭 ISBN 9784754213282
- 斉木弘吉写真集 NOON＆MOON 河合美果・工藤ひとみ・高見沢杏奈・五島めぐ 他 全25名（1992年10月20日、ぶんか社）撮影:斉木弘吉

### 雑誌
- オレンジ通信 1990年10月号、1991年9月号（東京三世社）
- デラべっぴん 1990年10月号、1991年1月号、4月号、6月号、8月号、1992年7月号（英和出版）
- Beppin 1991年1月号、3月号、5月号、6月号、9月号（英知出版）
- すッぴん 1991年2月号、1992年1月号（英和出版）
- ビデオボーイ 1991年2月号、6月号、7月号、9月号、12月号（英知出版）
- スコラ 1991年3月28日号（スコラ）
- URECCO 1991年4月号、6月号、9月号（ミリオン出版）
- ザ・ヒットMAGAZINE 1991年4月号（三和出版）
- High-School ベッピン 1991年4月号増刊（英知出版）
- GIRL Friends 1991年7月号（若生出版）
- さくらんぼ通信 1991年8月号、9月号（大洋図書）
- ACTRESS 1991年11月号、1992年5月号（リイド社）
- CONTINENTAL GiG! URECCO 1992年1月20日増刊号（ミリオン出版）
- モーレツ ベッピン 1992年7月号増刊（英和出版）
- WEEKLY プレイボーイ 1992年8月18日号（集英社）
- MAGAZINE GALUUULU! 1993年6月号（ダイアプレス）
- Under Sexies（?、司書房）